# Philipp Ludwig von Seidel

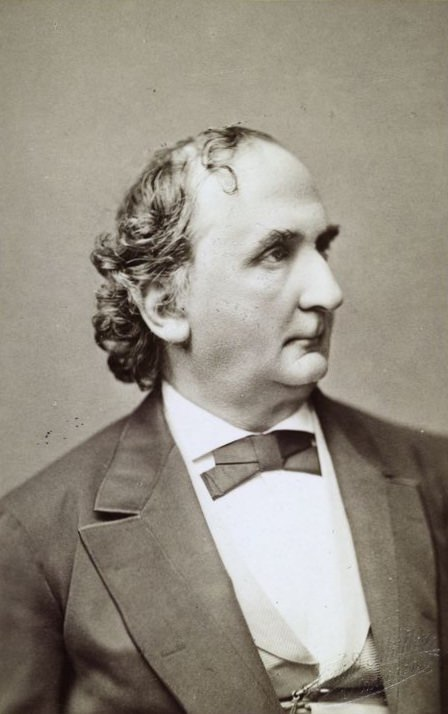
Philipp Ludwig von Seidel

Philipp Ludwig von Seidel (Zweibrücken, 23 oktober 1821 - München, 13 augustus 1896) was een Duits wiskundige. Zijn moeder was Julie Reinhold en zijn vader Justus Christian Felix Seidel.
Lakatos schreef de ontdekking van uniforme convergentie toe aan von Seidel (1847) door een analyse van een verkeerd bewijs van Cauchy. Von Seidel ontleedde in 1857 de eerste orde monochromatische aberraties in vijf aparte aberraties. Tegenwoordig zijn ze gekend als de 5 Seidel lensfouten.
De krater Seidel op de maan is naar hem genoemd. Het Gauss–Seidel methode is een bruikbaar methode voor het oplossen van lineaire systemen.